# Luca Gelfi
Luca Gelfi (ur. 21 czerwca 1966, zm. 3 stycznia 2009) – włoski kolarz zawodowy.
Zawodnik ekip Tongo, Mapei i Brescialat. Największe sukcesy to dwa zwycięstwa etapowe w Giro d'Italia w 1990 oraz druga lokata w wyścigu Mediolan-San Remo w 1993 roku. Gelfi od kilku lat cierpiał na depresję, która prawdopodobnie była główną przyczyną samobójstwa kolarza. Osierocił żonę i dziecko.